# Foo Fighters (album)
Foo Fighters – debiutancki album amerykańskiego zespołu rockowego Foo Fighters, wydany 4 lipca 1995. Wszystkie utwory zostały napisane i w całości wykonane przez Dave'a Grohla (nie licząc "X-Static") w 1994, przed założeniem formacji. Album uzyskał status złotej płyty w Wielkiej Brytanii oraz platynowej płyty w Stanach Zjednoczonych i Kanadzie.

## Lista utworów
1. "This Is a Call" – 3:53
2. "I'll Stick Around" – 3:52
3. "Big Me" – 2:12
4. "Alone + Easy Target" – 4:05
5. "Good Grief" – 4:01
6. "Floaty" – 4:30
7. "Weenie Beenie" – 2:45
8. "Oh, George" – 3:00
9. "For All the Cows" – 3:30
10. "X-Static" – 4:13
11. "Wattershed" – 2:15
12. "Exhausted" – 5:45

## Skład
- Dave Grohl – wokal, gitara prowadząca, gitara rytmiczna, gitara basowa, perkusja
- Greg Dulli – gitara w "X-Static"

## Listy przebojów
| Lista przebojów (1995) | Pozycja |
| ---------------------- | ------- |
| RIANZ                  | 2       |
| UK Albums Chart        | 3       |
| Ö3 Austria Top 40      | 13      |
| Sverigetopplistan      | 18      |
| Finland Albums Chart   | 21      |
| Billboard 200          | 23      |
| Schweizer Hitparade    | 26      |
| Media Control Charts   | 33      |